# Clase Royal Sovereign
La clase Royal Sovereign fue una clase de acorazados pre-dreadnought de la Royal Navy que constaba de 8 naves construidas entre 1889 y 1892, diseñados por Sir William White.

## Características
Los buques de la clase Royal Sovereign fueron mucho mayores que los que les precedieron como los de Clase Trafalgar o los de Clase Admiral. Al momento de su botadura eran los mayores buques de guerra del mundo, pero con la aparición en 1906 del HMS Dreadnought quedaron obsoletos llegando solo el HMS Revenge a ver servicio en la Primera Guerra Mundial, siendo desguazados o hundidos la mayoría entre 1913 y 1914, excepto el propio Revenge, que fue desguazado en 1919.

## Buques
| Nombre           | Astillero                 | Iniciado                 | Botado                 | Completado               | Coste, incluyendo armamento. |
| ---------------- | ------------------------- | ------------------------ | ---------------------- | ------------------------ | ---------------------------- |
| Royal Sovereign  | Portsmouth Dockyard       | 30 de septiembre de 1889 | 26 de febrero de 1891  | Mayo 1892                | £913,986                     |
| Empress of India | Pembroke Dockyard         | 9 de julio de 1889       | 7 de mayo de 1891      | 11 de septiembre de 1893 | £912,162                     |
| Repulse          | Pembroke Dockyard         | 1 de enero de 1890       | 27 de febrero de 1892  | 25 de abril de 1894      | £915,302                     |
| Hood             | Chatham Dockyard          | 12 de agosto de 1889     | 30 de julio de 1891    | Mayo 1893                | £926,396                     |
| Ramillies        | J & G Thomson, Clydebank  | 11 de agosto de 1890     | 1 de marzo de 1892     | 17 de octubre de 1893    | £980,895                     |
| Resolution       | Palmers, Jarrow           | 14 de junio de 1890      | 28 de mayo de 1892     | 5 de diciembre de 1893   | £953,817                     |
| Revenge          | Palmers, Jarrow           | 12 de febrero de 1891    | 3 de noviembre de 1892 | 22 de marzo de 1894      | £954,825                     |
| Royal Oak        | Cammell Laird, Birkenhead | 29 de mayo de 1890       | 5 de noviembre de 1892 | 12 de junio de 1894      | £977,996                     |